# Хришћанска антропологија
Хришћанска антропологија (гр. ανθρωπος, лат. homo, човек): хришћанско учење о човеку, о његовој личности и природи. На темељу христологије, антропологија се искристалисала у току диспута између Светог Кирила Александријског и Несторија, као и у потоњим дискусијама о две природе, божанској и људској, у јединственој ипостаси Бога Логоса. Богословска антропологија има у виду не само датости христологије него и доктрину о стварању, пошто је човек микрокосмос који у себи сажима све елементе космоса, као и учење о искупљењу.

## Основни елементи православне антропологије
а) Божанско порекло и онтолошко јединство човечанства. По библијском откривењу, човек је доведен у битисање и постоји „вољом“ Божијом (Пост. 1,26). Он није ни производ материје у еволуцији, као у космогонији, нити је истоветан са божанском суштином, као у митологији. Божијом стваралачком вољом човек је стављен у посебан онтолошки однос са Богом од самог почетка његове егзистенције. Имајући „сложену“ природу од створеног тела и душе, узајамно доведених у егзистенцију и одређених да остану нераздвојни (Пост. 2,7), људска личност ипак се не своди на њих. Без даха божанског живота (јевр. нефет) човек не битише као такав (Пост. 3,19; Пс. 103,30). Да би подвукли божански фактор у човеку и његову онтолошку пуноћу, неки црквени писци (нпр. Св. Иринеј) говоре о духу (гр. νους), који би био додатак телу и души. Начелно, Оци Цркве говоре о својству или особености без којих човек не би могао да егзистира као човек, те сматрају благодат као нешто својствено људској природи. Поред свега тога, стање човека као творевине, па дакле и различитост природе човека и Бога, веома су јасне. Чувајући свест о јединству тела и душе и њиховом истовременом довођењу у постојање, православна антропологија је одбацила оригеновску концепцију о човеку, која стоји под утицајем платоновске спиритуалности и изричито говори о преегзистенцији душа и паду у грех пре историје, и то не рода људског као целине, представљене у једноме човеку - Адаму, него о паду у грех сваке душе индивидуално.
Онтолошко јединство човечанства може се видети: у стварању жене од „ребра“ Адамова, што указује не само на заједништво природе мужа и жене него и на њихово егзистенцијално допуњавање (Пост. 2,21-22); у разлици полова, мушкога и женскога, ради преношења живота, кроз рађање и размножавање (Пост. 2,27-28); у заједничкој и моногамијској природа брака (Пост. 2,24).

## Спорења
Доктрина о човеку била је предмет спора великих размера између Блаженог Августина и Пелагија, Целестиновог ученика. Помесни Картагински Сабор (419), кан. 120-125, и Орански (529), кан. 1-4, осуђују пелагијанство, које је између осталога тврдило да је Адамова телесна смрт била суштински део његове природе, а не дело његове воље, односно последица греха. Независно од тога да ли јесте или није вољно згрешио, он је био подвргнут телесној смрти. Међутим, Бог није створио смрт (Прем. Сол. 1,15); она је ушла у свет кроз грех (Рим. 5,12), а не кроз природу. Човек је био створен као бесмртан, а не по природи смртан. Уопште, традиционална антропологија учи да је Адам створен у средњем стању, између пропадљивости и непропадљивости, отворен да добије оно ка чему ће се приклонити својом вољом. Богу беше могуће да створи човека непогрешивим; ипак, да би човекова бесмртност била и дело његове слободне воље, Он му даје заповест обожења. Кад је погазио ову заповест, Адам се обукао у смртно тело и изгубио је исконску вредност (Триод, Недеља истеривања Адама из раја, изд. (1970). стр. 100-110).

## Слобода као основа хришћанског схватања личности
б) Човек као лични јединствени субјект, створен по „лику“ Божијем ради „уподобљавања“ (Пост. 1,26). Ова библијска тврдња односи се на на тајну људске личности, на њен карактер несводивога бића (в. лик). „Лик“ представља средиште човекове личности, природну страну његове конституције, саму свест његовога јединства и његовога односа са Богом, због чега је способан да превазиђе своје тварно стање. Оци Цркве прибегавају мноштву равнозначних израза да би описали суштину „лика": онтолошко усмеравање ка Богу или стање трансцендирања, личносни печат људске природе, свест и духовна слобода самоодлучивања, слободно отварање за заједницу, слобода да сарађује са обожујућом благодаћу. У исихастичкој антропологији, израженој нарочито код Макарија Египатског (+390), духовно средиште човека јесте срце.

## Обновљење људске природе у Христу
в) Стварно обнављане људске природе и овозглављење човечанскога у Исусу Христу и кроз њега. У том смислу, Он је ανθρωπος - човек (Рим. 5,15) или „Син Човечији“ у којем је скупина људи поново сједињена као у новом начелу. Имајући у виду динамички карактер природе и личне слободе, православна антропологија говори о разним стањима човечанскога која одговарају променама односа човека са Богом. Библија помиње стање пре греха, али и стање пада, тј. човечанско негативно стање које је изгубило перспективу „подобија“, а говори и о човековом успону ка својој есхатолошкој мети, дакле, о стању обновљења или искупљења у Христу - стања у којем је позитивно човечанско било не само обновљено него и прослављено. За Апостола Павла, цела човечанска природа инкорпорирана је у Богу Оваплоћењем Његовога Сина, тј. она се облачи у новога човека „који се обнавља лику Онога који га је саздао“ (Кол. 3,10). Приневши самога Себе на жртву (Јевр. 7,27), сви суделују у ономе што Он има као човек и Бог, те ће зато сви васкрснути (Еф. 1,10-14). Оваплоћењем, Син Божији прихватио је човека у његовој целини, тј. и душу и тело, и обожио га је у Својој ипостаси.